# Lura Bulls
I Lura Bulls sono una squadra di football americano, di Sandnes, in Norvegia; fondati nel 2009 a Stavanger come AFC Show, dal 2014 fanno parte della polisportiva Lura Idrettslag.

## Dettaglio stagioni

### Tornei nazionali

#### Campionato

##### 1. Divisjon/Eliteserien
| Stagione | regular season | regular season | regular season | regular season | regular season | regular season | playoff | playoff | playoff | playoff | playoff | playoff    | playoff                 |
|          | Vin            | Par            | Per            | Tot            | PF             | PS             | Vin     | Per     | Tot     | PF      | PS      | risultato  | avversaria              |
| -------- | -------------- | -------------- | -------------- | -------------- | -------------- | -------------- | ------- | ------- | ------- | ------- | ------- | ---------- | ----------------------- |
| 2012     | 3              | 0              | 3              | 6              | 147            | 98             | 0       | 1       | 1       | 0       | 7       | Semifinale | Kristiansand Gladiators |
| 2013     | 2              | 0              | 5              | 7              | 100            | 162            | -       | -       | -       | -       | -       | -          | -                       |
| 2014     | 4              | 0              | 3              | 7              | 150            | 164            | 0       | 1       | 1       | 6       | 14      | Semifinale | Kristiansand Gladiators |
| 2015     | 5              | 0              | 1              | 6              | 168            | 93             | 2       | 0       | 2       | 68      | 31      | Campioni   | Eidsvoll 1814's         |
| 2016     | 3              | 0              | 3              | 6              | 131            | 134            | 1       | 1       | 2       | 70      | 19      | Semifinale | Eidsvoll 1814's         |
| 2017     | 1              | 0              | 5              | 6              | 106            | 204            | -       | -       | -       | -       | -       | -          | -                       |
| Totale   | 18             | 0              | 20             | 38             | 802            | 855            | 3       | 3       | 6       | 144     | 71      |            |                         |

Fonti: Enciclopedia del Football - A cura di Roberto Mezzetti

##### 2. Divisjon (secondo livello)
| Stagione | regular season | regular season | regular season | regular season | regular season | regular season | playoff | playoff | playoff | playoff | playoff | playoff   | playoff                 |
|          | Vin            | Par            | Per            | Tot            | PF             | PS             | Vin     | Per     | Tot     | PF      | PS      | risultato | avversaria              |
| -------- | -------------- | -------------- | -------------- | -------------- | -------------- | -------------- | ------- | ------- | ------- | ------- | ------- | --------- | ----------------------- |
| 2010     | 4              | 0              | 1              | 5              | 165            | 60             | 0       | 1       | 1       | 18      | 26      | Finale    | Kristiansand Gladiators |
| 2011     | 5              | 0              | 1              | 6              | 227            | 34             | -       | -       | -       | -       | -       | -         | -                       |
| Totale   | 9              | 0              | 2              | 11             | 392            | 94             | 0       | 1       | 1       | 18      | 26      |           |                         |

Fonti: Enciclopedia del Football - A cura di Roberto Mezzetti

##### 2. Divisjon (terzo livello)
| Stagione | regular season | regular season | regular season | regular season | regular season | regular season | playoff | playoff | playoff | playoff | playoff | playoff   | playoff    |
|          | Vin            | Par            | Per            | Tot            | PF             | PS             | Vin     | Per     | Tot     | PF      | PS      | risultato | avversaria |
| -------- | -------------- | -------------- | -------------- | -------------- | -------------- | -------------- | ------- | ------- | ------- | ------- | ------- | --------- | ---------- |
| 2018     | 4              | 0              | 1              | 5              | 148            | 51             | -       | -       | -       | -       | -       | -         | -          |
| 2021     | 0              | 0              | 3              | 3              | 20             | 99             | -       | -       | -       | -       | -       | -         | -          |
| Totale   | 4              | 0              | 4              | 8              | 168            | 150            | -       | -       | -       | -       | -       |           |            |

Fonti: Enciclopedia del Football - A cura di Roberto Mezzetti

### Riepilogo fasi finali disputate
| Anno           | Luogo    | Evento      | Fase del torneo | Incontro                             | Risultato |
| 26 giugno 2010 |          | 2. divisjon | Finale          | AFC Show - Kristiansand Gladiators   | 18 - 26   |
| 1 luglio 2012  |          | Eliteserien | Semifinale      | Kristiansand Gladiators - Lura Bulls | 7 - 0     |
| 6 luglio 2014  |          | Eliteserien | Semifinale      | Kristiansand Gladiators - Lura Bulls | 14 - 6    |
| 5 luglio 2015  | Oslo     | Eliteserien | NM Finale       | Eidsvoll 1814's - Lura Bulls         | 18 - 40   |
| 25 giugno 2016 | Eidsvoll | Eliteserien | Semifinale      | Eidsvoll 1814's - Lura Bulls         | 19 - 15   |

## Palmarès
- 1 Campionato norvegese (2015)
- 1 Campionato norvegese di secondo livello (2011[1])